# لي آن هيستر
لي آن هيستر (بالإنجليزية: Leigh Ann Hester)‏ هي عسكرية أمريكية، ولدت في 12 يناير 1982 في بولينغ غرين في الولايات المتحدة.